# Nagroda Nordycka Akademii Szwedzkiej
Nagroda Nordycka Akademii Szwedzkiej (szw. Svenska Akademiens nordiska pris) – nagroda przyznawana co roku przez Akademię Szwedzką. 
Została ustanowiona w 1986 roku w związku z jubileuszem 200-lecia ufundowania Akademii przez króla Gustawa III. Środki na nią przeznaczone pochodzą z donacji Karin i Karla Ragnara Gierowa.
Przyznawana jest co roku pisarzom, twórcom, literaturoznawcom i językoznawcom pochodzących z krajów nordyckich, którzy działają w dziedzinach będących przedmiotem zainteresowania Akademii. Ceremonia przyznania Nagrody odbywa się zawsze 5 kwietnia, na pamiątkę dnia, w którym ustanowiono Akademię. Nagroda wynosi 400 000 szwedzkich koron i jest drugą co do wielkości, po Literackiej Nagrodzie Nobla, przyznawaną przez Akademię Szwedzką. Jest również nazywana "małym Noblem".

## Laureaci
- 1986 – Villy Sørensen, Dania

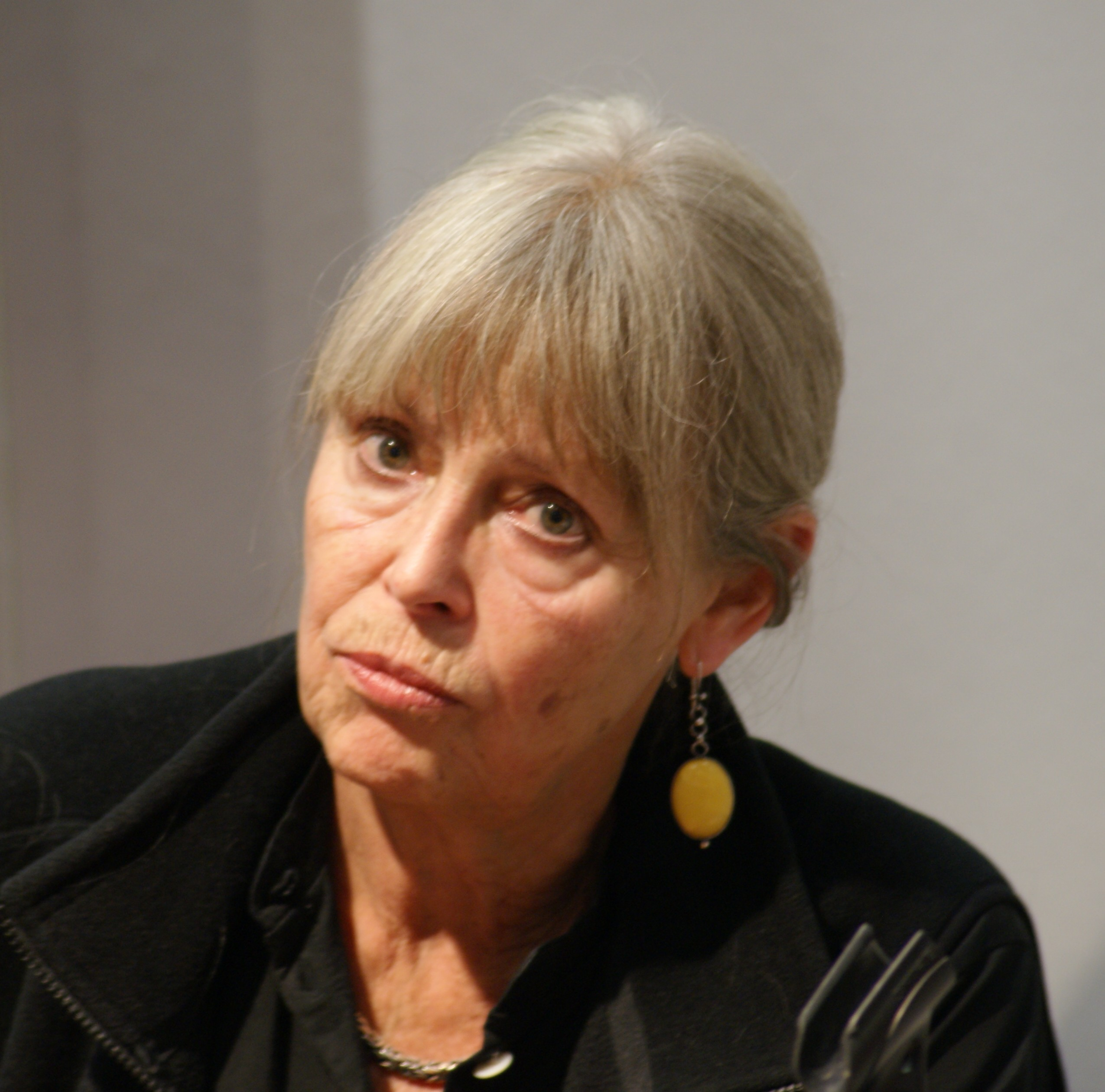
Agneta Pleijel, laureatka nagrody w 2011 roku

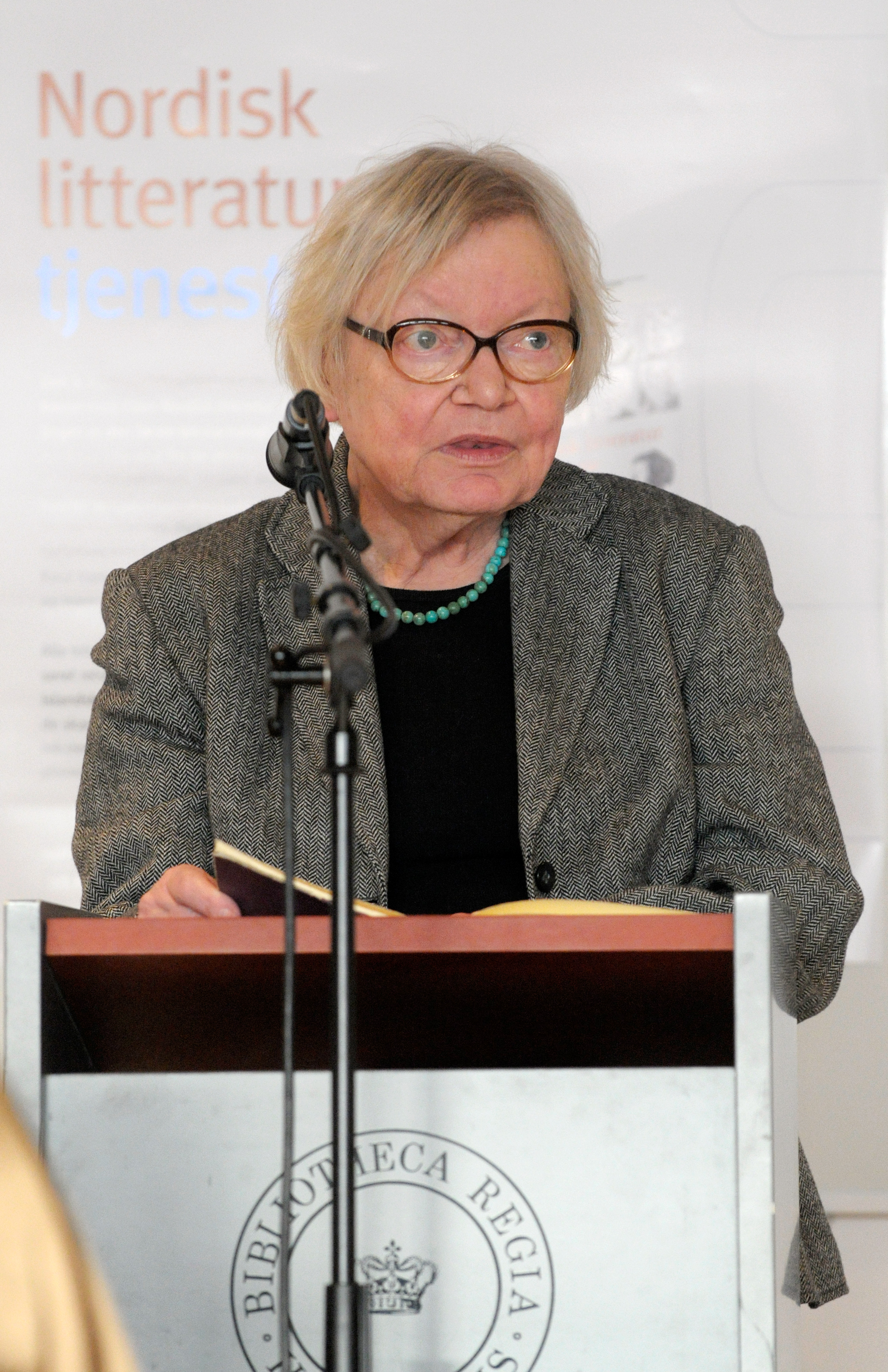
Inger Christensen, laureatka nagrody w 1994 roku

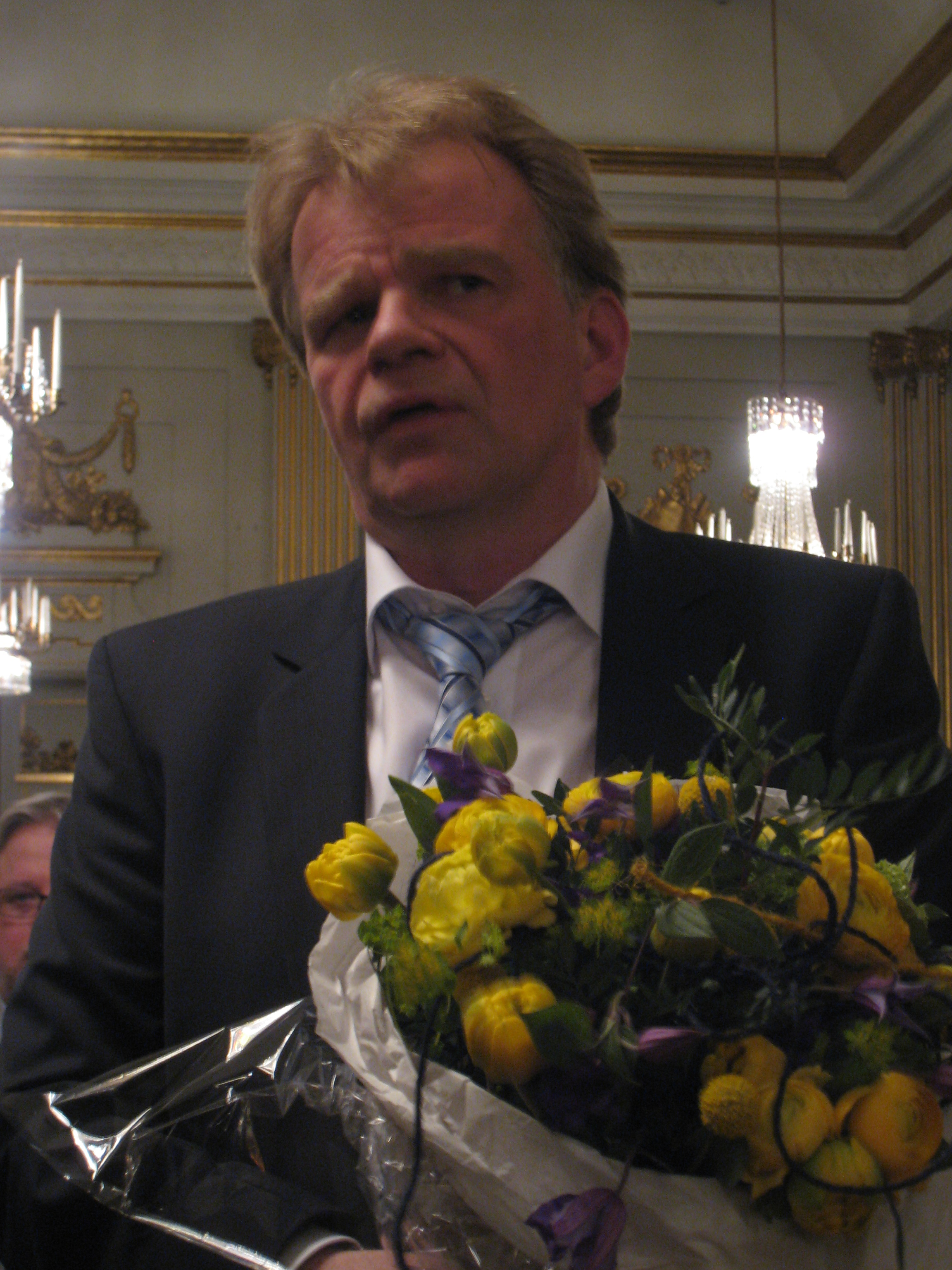
Einar Már Guðmundsson, laureat nagrody w 2012 roku

- 1987 – William Heinesen, Wyspy Owcze
- 1988 – Nils Erik Enkvist(inne języki), Finlandia
- 1989 – Rolf Jacobsen, Norwegia
- 1990 – Henrik Nordbrandt(inne języki), Dania
- 1991 – Tomas Tranströmer, Szwecja
- 1992 – Thor Vilhjálmsson, Islandia
- 1993 – Paavo Haavikko, Finlandia
- 1994 – Inger Christensen, Dania
- 1995 – Lars Ahlin, Szwecja
- 1996 – Arne Næss, Norwegia
- 1997 – Bo Carpelan, Finlandia
- 1998 – Lars Forssell, Szwecja
- 1999 – Klaus Rifbjerg, Dania
- 2000 – Lars Huldén(inne języki), Finlandia
- 2001 – Willy Kyrklund, Szwecja
- 2002 – Torben Brostrøm(inne języki), Dania
- 2003 – Lars Norén, Szwecja
- 2004 – Guðbergur Bergsson, Islandia
- 2005 – Göran Sonnevi, Szwecja
- 2006 – Pia Tafdrup, Dania
- 2007 – Jon Fosse, Norwegia
- 2008 – Sven-Eric Liedman, Szwecja
- 2009 – Kjell Askildsen, Norwegia
- 2010 – Per Olov Enquist, Szwecja
- 2011 – Ernst Håkon Jahr, Norwegia
- 2012 – Einar Már Guðmundsson(inne języki), Islandia
- 2013 – Sofi Oksanen, Finlandia
- 2014 – Lars Gustafsson, Szwecja
- 2015 – Thomas Bredsdorff(inne języki), Dania
- 2016 – Monika Fagerholm, Finlandia
- 2017 – Dag Solstad, Norwegia
- 2018 – Agneta Pleijel, Szwecja
- 2019 – Karl Ove Knausgård, Norwegia[2]
- 2020 – Rosa Liksom(inne języki), Finlandia[3]
- 2021 – Eldrid Lunden(inne języki), Norwegia[4]
- 2022 – Naja Marie Aidt(inne języki), Dania[5]